# 臨時劫案
《臨時劫案》是2024年香港犯罪喜劇動作賀歲片，由麥啟光執導，爾冬陞監製，郭富城、林家棟、任賢齊及張可頤領銜主演。本片於2024年1月19日在中國大陸首映，隨後於2月9日（年三十）作為甲辰龍年賀歲片在香港上映。

## 劇情
兩個生活失意的中年男子慕容輝（任賢齊飾）和笠水（林家棟飾）計劃搶劫，卻意外遇上真正的悍匪梅藍天（郭富城飾）。三人陰差陽錯組成臨時劫匪團隊，企圖搶奪贓款，卻發現錢早已被他人捷足先登。在此過程中，三人各懷鬼胎，互相算計。與此同時，女警探姜姐（張可頤飾）已將他們鎖定為目標，一場槍戰與金錢爭奪戰一觸即發。

## 演員
- 郭富城 飾 梅藍天[5]

前安南摔角手，因兒子的死而成為劫匪。來港作案後認識笠水及慕容輝，後來邀請兩人協助犯案，並互稱兄弟。
口頭禪金句：「講多謝」、「啱晒數」、「你劫我，我劫你」、「我邀請你哋去打劫」、「識唔識英文？」、「Sorry」、「Go！」。名字影射回南天。
- 林家棟 飾 笠水

的士司機，因誤收贓款而被梅藍天追捕，後一同犯案。最後和慕容輝被判社會服務令。
- 任賢齊 飾 慕容輝

福群護老院院長，暱稱「冇用輝」，笠水的好友，為了還老人院的租約而決心打劫。因此笠水誤收贓款事件認識梅藍天，後一同犯案。最後和笠水被判社會服務令。
- 張可頤 飾 姜灏雯

警長，在警隊服務多年，為人積極盡心，惜一直未破獲大案。魚佬的同事。名字影射姜皓文。
- 林雪 飾 肥叉

收數佬，炭哥的手下，最後被香港警察拘捕。
- 梁仲恆 飾 魚佬

警員，新紥師兄，姜灝雯的同事。
- 盧海鵬 飾 笠水父親

笠水的父親，居住於慕容輝開辦之老人院。
- 鮑起靜 飾 笠水母親

笠水的母親，為人巴辣，常欺負丈夫、埋怨笠水的妻子。
- 孫佳君 飾 莊嬸

的士司機，被梅藍天脅持以尋找贓款的的士。
- 曾比特 飾 大頭

偷掉阿南放在李鄭屋游泳池更衣室的贓款，及後因不甘心被梅藍天搶走而被打傷亡。
- 陳毅燊 飾 李嘉威

車房員工，偷掉慕容輝放在李鄭屋游泳池更衣室的錢。最後被梅藍天打傷，並被香港警察拘捕。
- 符家浚 飾 金毛菊

賊人，梅藍天手下，因被槍傷而被梅藍天槍殺身亡。
- 張松枝 飾 白頭蘭

賊人，梅藍天手下，因被槍傷而被梅藍天槍殺身亡。
- 姜卓文 飾 阿南

小混混，和冰冰合作打劫找換店，為的是和她結婚。後因貪心而成功順走金毛菊的賊贓，但同時也失去自己的賊贓。
- 王頌茵 飾 冰冰

找換店員工，和阿南合作打劫找換店，為的是和他結婚。
- 姜大衞 飾 蝦少（友情演出）

表面為漁夫，實為接濟人。梅藍天的合作夥伴，因梅藍天派人打劫自己而帶人向其復仇，最後與其互開一槍身亡。口頭禪金句：「唔啱數喎」
- 王敏德 飾 炭哥（友情演出）

貴利王，肥叉的老大，最後打算殺死阿南及冰冰時被阿南開槍打傷，並失去手食指。
- 胡定欣 飾 蔡依琳（特別演出）

笠水的妻子。名字影射蔡依林。

## 製作
導演麥啟光曾擔任《盲探》和《奪命金》的執行導演，作品帶有濃厚的銀河映像風格。
《臨時劫案》獲得電影製作融資計劃840萬港元資助，於2021年11月開拍。
電影在香港多地取景，包括包括廟街、葵青貨櫃碼頭、李鄭屋游泳池等，呈現濃厚的香港本土特色。
郭富城表示這次是他從影以來首次飾演悍匪，為角色設計了哨牙造型，突破過往形象。張可頤則首次飾演警察，並挑戰槍戰戲份。
編劇陳偉斌在社交媒體透露，基於中国大陸電影審查要求，劇本情節和結局都進行了修改。
電影於2021年12月20日煞科。

## 發行
2023年10月30日，電影宣佈將於2024年農曆新年上映，並由原片名《臨時械劫》更名為《臨時劫案》。2024年1月14日，電影在北京舉行全球首映禮，並宣布將在美國、加拿大、台灣、澳洲、紐西蘭、新加坡、泰國、柬埔寨、澳門、非洲、馬來西亞等全球12個地區同步上映。

## 票房
| 上一届： 《飯戲攻心2》 | 2024年香港一週票房冠軍 第8週 | 下一届： 《沙丘瀚戰：第二章》 |
| 上一届： 《飯戲攻心2》 | 2024年香港週末票房冠軍 第8週 | 下一届： 《沙丘瀚戰：第二章》 |

截至2024年3月24日，本片在香港累計票房達2108萬港元，中國大陸票房為2.37億人民幣，台灣票房1017萬新台幣，馬來西亞票房800萬令吉。

## 獎項及提名
| 年份 | 頒獎典禮                       | 獎項             | 入圍者                 | 結果 |
| ---- | ------------------------------ | ---------------- | ---------------------- | ---- |
| 2025 | 第31屆香港電影評論學會大獎     | 最佳電影         | 不適用                 | 提名 |
| 2025 | 第31屆香港電影評論學會大獎     | 推薦電影         | 不適用                 | 獲獎 |
| 2025 | 第31屆香港電影評論學會大獎     | 最佳導演         | 麥啟光                 | 提名 |
| 2025 | 第31屆香港電影評論學會大獎     | 最佳編劇         | 陳偉斌、麥啟光、萬芫澄 | 獲獎 |
| 2025 | 第31屆香港電影評論學會大獎     | 最佳男演員       | 郭富城                 | 提名 |
| 2025 | 2024年度香港電影編劇家協會大獎 | 年度最佳電影角色 | 郭富城                 | 獲獎 |
| 2025 | 第43屆香港電影金像獎           | 最佳男主角       | 郭富城                 | 提名 |
| 2025 | 第43屆香港電影金像獎           | 最佳編劇         | 陳偉斌、麥啟光、萬芫澄 | 提名 |
| 2025 | 第43屆香港電影金像獎           | 最佳服裝造型設計 | 文念中、郭妍慧         | 提名 |

## 備註
1. ↑  截至2024年3月24日
2. ↑  截至2024年2月25日
3. ↑  原名：《臨時械劫》

## 外部連結
- 臨時劫案的Facebook專頁
- 臨時劫案的Instagram帳戶
- 香港影庫上《臨時劫案》的資料（繁體中文）
- 豆瓣电影上《臨時劫案》的資料 （简体中文）
- 互联网电影数据库（IMDb）上《臨時劫案》的资料（英文）